# Voacanga
Genre
Voacanga est un genre de plantes à fleurs des régions tropicales, de la famille des Apocynaceae.

## Liste d'espèces
Selon Catalogue of Life (10 août 2014) :
- Voacanga africana
- Voacanga bracteata
- Voacanga caudiflora
- Voacanga chalotiana
- Voacanga foetida
- Voacanga globosa
- Voacanga grandifolia
- Voacanga havilandii
- Voacanga megacarpa
- Voacanga pachyceras
- Voacanga psilocalyx
- Voacanga thouarsii

Selon GRIN (10 août 2014) :
- Voacanga africana Stapf
- Voacanga grandifolia (Miq.) Rolfe
- Voacanga thouarsii Roem. & Schult.

Selon World Checklist of Selected Plant Families (WCSP) (10 août 2014) et The Plant List (10 août 2014) :
- Voacanga africana Stapf ex Scott-Elliot, J. Linn. Soc. (1894)
- Voacanga bracteata Stapf (1894)
- Voacanga caudiflora Stapf (1904)
- Voacanga chalotiana Pierre ex Stapf (1902)
- Voacanga foetida (Blume) Rolfe (1883)
- Voacanga globosa (Blanco) Merr., Philipp. J. Sci. (1909)
- Voacanga gracilipes (Miq.) Markgr. (1935)
- Voacanga grandifolia (Miq.) Rolfe (1883)
- Voacanga havilandii Ridl. (1926)
- Voacanga megacarpa Merr., Philipp. J. Sci. (1912)
- Voacanga pachyceras Leeuwenb. (1985)
- Voacanga psilocalyx Pierre ex Stapf (1902)
- Voacanga thouarsii Roem. & Schult. (1819)

Selon Tropicos (10 août 2014) (Attention liste brute contenant possiblement des synonymes) :
- Voacanga africana Stapf
- Voacanga angolensis Stapf ex Hiern
- Voacanga angustifolia K. Schum.
- Voacanga bequaertii De Wild.
- Voacanga boehmii K. Schum.
- Voacanga borneensis Markgr.
- Voacanga bracteata Stapf
- Voacanga caudiflora Stapf
- Voacanga chalotiana Pierre ex Stapf
- Voacanga cumingiana Rolfe
- Voacanga dichotoma K. Schum.
- Voacanga diplochlamys K. Schum.
- Voacanga dolichocalyx Quisumb. & Merr.
- Voacanga dregei E. Mey.
- Voacanga eketensis Wernham
- Voacanga foetida (Blume) Rolfe
- Voacanga glaberrima Wernham
- Voacanga glabra K. Schum.
- Voacanga globosa (Blanco) Merr.
- Voacanga gracilipes (Miq.) Markgr.
- Voacanga grandifolia (Miq.) Rolfe
- Voacanga havilandii Ridl.
- Voacanga klainei Pierre ex Stapf
- Voacanga latifolia Quisumb. & Merr.
- Voacanga lemosii Philipson
- Voacanga lutescens Stapf
- Voacanga magnifolia Wernham
- Voacanga megacarpa Merr.
- Voacanga micrantha Pichon
- Voacanga obanensis Wernham
- Voacanga obcura K. Schum.
- Voacanga obtusa K. Schum.
- Voacanga pachyceras Leeuwenb.
- Voacanga papuana (F. Muell.) Boerl.
- Voacanga plumeriifolia Elmer
- Voacanga psilocalyx Pierre ex Stapf
- Voacanga puberula K. Schum.
- Voacanga schweinfurthii Stapf
- Voacanga spectabilis Stapf
- Voacanga talbotii Wernham
- Voacanga thouarsii Roem. & Schult.
- Voacanga versteegii Markgr.
- Voacanga zenkeri Stapf